# Grabe (Einheit)
Grabe war ein Feldmaß in der Grafschaft Tirol. Es war eine vom Maß Stochiacah abgeleitetes kleine Einheit.
- 1 Grabe = 80 Quadratruten
- 10 Grabe = 1 Stochiacah = 2 Tagmat = 8 Starland
- 1 Stochiacah = 800 Quadratruten = 84,621 Pariser Quadratfuß = 8930,9 Quadratmeter (nach anderer Quelle: 8929 1/5 Quadratmeter) = 85,309 franz. Aren[1]
- nach anderen Quellen 1 Stochiacah = 89,309 franz. Aren[2]
- 5 Grabe = 1 Tagmatt = 4 Stochiacah = 400 Quadratruten = 42,310 Pariser Quadratfuß = 4465 Quadratmeter